# Pantomallus inermis
Pantomallus inermis es una especie de escarabajo del género Pantomallus, tribu Eburiini, subfamilia Cerambycinae. Fue descrita científicamente por Fleutiaux & Sallé en 1890.
La especie se mantiene activa durante los meses de febrero, marzo, abril y mayo.

## Descripción
Mide 16-23 milímetros de longitud.

## Distribución
Se distribuye por Granada, Guadalupe, Montserrat y Santa Lucía.